# Aiguebelette-le-Lac
Aiguebelette-le-Lac és un municipi francès, situat al departament de la Savoia i a la regió d'Alvèrnia-Roine-Alps.